# Brokat
Brokat (tal. broccato) teška je svila, isprepletena zlatnim i srebrnim nitima. Obično se rabi za proizvodnju obredne odjeće, odnosno za prevlake pokućstva, zastore i slične predmete.